# Autovía de Acceso a La Coruña
La Autovía de Acceso sur a A Coruña o AC-14 es una autovía urbana de la provincia de La Coruña que une el centro de la ciudad con la A-6. Se trata de la primera vía de alta capacidad que da acceso a La Coruña y que es libre de peaje respondiendo así como alternativa a la autopista de peaje del Atlántico (AP-9).
Tiene una longitud de 10,2 kilómetros y conecta la autovía A-6 y el aeropuerto de Alvedro con La Coruña antes de bifurcarse en las dos autovías AC-10 y AC-11. Está previsto que esta importante carretera reduzca entre el 50%-60% el tráfico de la Avenida Alfonso Molina proveniente de la autovía A-6.

## Historia
Los primeros estudios de la Autovía de Acceso a La Coruña, iniciaron por la final de la primera legislatura del Gobierno de José María Aznar (1996-2004), los primeros estudios encargaron el Ministerio de Fomento, del ministro Rafael Arias-Salgado (1996-2000), encargaron la primera redacción del estudio informativo de las alternativas para las conexiones de la autovía del Noroeste, A-6, a la alternativa de la conexión de la autopista de peaje del Atlántico, AP-9. Antes de la construcción, la única alternativa rápida de la autovía del Noroeste (A-6), tiene que incorporarse al enlace número 568 a la autopista de peaje del Atlántico (AP-9). De allí, se encuentran las cabinas de peaje, lo cual que es de pago para acceder a La Coruña.
Ninguna alternativa gratuita para acceder a La Coruña, únicamente tiene que pasar al último punto kilométrico de la autovía del Noroeste (A-6), en Arteijo, donde enlaza la carretera autonómica AC-552, y antes, otra autopista de peaje, AG-55. Por este estudio informativo encargan las alternativas de los accesos a La Coruña, para enlazarse al sur y al oeste de La Coruña. Dan alternativas que deban de construirse las dos autovías, una urbana (la Tercera ronda, o Vial 1.4) y otra autovía, la de Autovía de Acceso a La Coruña, como conocido "acceso Sur de La Coruña". En estudio informativo, no solo el único acceso paralelo a La Coruña porque le cuenta con otro acceso, al aeropuerto de Alvedro, una alternativa de la conexión rápida para eludir las travesías de la carretera N-550.
En este estudio informativo, el primer estudio de la alternativa gratuita del acceso a La Coruña, iniciaron el 8 de febrero de 2000, cuya descripción del objeto: Redacción del estudio informativo. Estudio de alternativas para mejora de la comunicación entre La Coruña y el aeropuerto de Alvedro y posible conexión con la autovía del Noroeste. Provincia de La Coruña. Luego fue sometido a información pública del estudio informativo, el 16 de julio de 2002, más de dos años después de que iniciaron los primeros estudios informativos. De eso, había sido aprobado el Expediente de Información Pública y definitivamente el Estudio Informativo "Estudio de Alternativas para la Mejora de la Comunicación entre A Coruña y el Aeropuerto de Alvedro y posible conexión con la Autovía del Noroeste", el 23 de julio de 2003.
Las primeras redacciones del proyecto, le iniciaron, por dos tramos de la autovía: Lonzas-Zapateira y Zapateira-Autovía A-6, primero fue el tramo Lonzas-Zapateira, con fecha de 30 de diciembre del año 2003 y el segundo fue el tramo de Zapateira-Autovía A-6, con fecha de 5 de enero del año 2004.
Posteriormente, iniciaron las licitaciones y adjudicaciones de las obras, de allí, cronológicamente, las fechas de licitaciones y adjudicaciones de los dos tramos:
- Con fecha de 11 de enero del año 2007 (anuncio de licitación de obras del tramo Zapateira-Autovía A-6):[7] Referencia: 40-LC-3530; 54.54/06. Objeto del contrato: Ejecución de diversas obras: «Autovía de acceso a A Coruña y conexión con el aeropuerto de Alvedro. Tramo: Zapateira-Autovía A-6». Provincia de La Coruña. Presupuesto de licitación: 85.360.227,00 €. Garantía provisional: 1.707.204,54 €. Plazo de ejecución: 36 meses. Clasificación de contratistas: G-1, f/B-3, f.

- Con fecha de 6 de marzo del año 2007 (anuncio de expropiaciones del tramo Zapateira-Autovía A-6):[8] Anuncio de la Demarcación de Carreteras del Estado en Galicia de Información Pública sobre el levantamiento de Actas Previas a la ocupación de bienes y derechos afectados y Actas de ocupación temporal de fincas afectadas por las obras del proyecto «Autovía de acceso a A Coruña y conexión con el aeropuerto de Alvedro. Tramo: Zapateira-Autovía A-6». Provincia: La Coruña. Clave: 40-LC-3530.

- Con fecha de 10 de julio del año 2007 (anuncio de adjudicación de obras del tramo Zapateira-Autovía A-6):[9] Resolución de la Secretaría de Estado de Infraestructuras y Planificación por la que se anuncia la adjudicación de obras: «Autovía de acceso A Coruña y conexión con el aeropuerto de Alvedro. Tramo: Zapateira-Autovía A-6». Provincia de La Coruña. EXP. 40-LC-3530;54.54/06.

- Con fecha de 1 de marzo del año 2008 (anuncio de licitación de obras del tramo Lonzas-Zapateira):[10] Referencia: 40-LC-3520; 54.5/08. Objeto del contrato: Ejecución de las obras: «Autovía de Acceso a A Coruña y conexión con el aeropuerto de Alvedro. Tramo: As Lonzas-A Zapateira». Provincia de La Coruña. Presupuesto de licitación: 93.016.435,33 €. Garantía provisional: 1.860.328,71 €. Plazo de ejecución: 45 meses. Clasificación de contratistas: G-1, f / A-2, f / B-3, f. El contrato podría ser financiado con Fondos F.E.D.E.R.

- Con fecha de 27 de marzo del año 2008 (anuncio de expropiaciones del tramo Lonzas-Zapateira):[11] Anuncio de la Demarcación de Carreteras del Estado en Galicia de Información Pública sobre el levantamiento de actas previas a la ocupación de bienes y derechos afectados y actas de ocupación temporal de fincas afectadas por las obras del proyecto «Autovía de acceso a A Coruña y conexión con el aeropuerto de Alvedro. Tramo: As Lonzas-A Zapateira». Provincia: La Coruña. Términos municipales: La Coruña y Culleredo. Clave: 40-LC-3520.

- Con fecha de 4 de septiembre del año 2008 (anuncio de adjudicación de obras del tramo Lonzas-Zapateira):[12] Resolución de la Secretaría de Estado de Infraestructuras por la que se anuncia la adjudicación de obras: «Autovía de acceso a A Coruña y conexión con el Aeropuerto de Alvedro. Tramo: As Lonzas-A Zapateira». Provincia de La Coruña. EXP.40-LC-3520; 54.5/08.

Finalmente ha habido unos numerosos retrasos y reducciones presupuestarias a debido de la crisis española, le dieron máxima prioridad a concluirse el tramo de Zapateira-Autovía A-6, que inauguraron el 14 de abril de 2011 y posteriormente, el tramo más retraso, el de tramo Lonzas-Zapateira, inauguraron el 14 de marzo de 2015. Por este tramo Lonzas-Zapateira, una vez adjudicada las obras, había parado por razones presupuestarias, que le dieron a ritmo lento de las obras, apenas había llegado un 20% de la ejecución de las obras, en el año 2012. Después de eso, había reanudado las obras para avanzar, pero lentamente que había podido concluirse tres años después.
Tras la última inauguración del tramo Lonzas-Zapateira, en marzo de 2015, había completado todos los viales complementarios con la última apertura de la variante de Feáns y el enlace de Lonzas-centro comercial Marineda City, una vez que antes, en el verano, había abierto la prolongación del paso inferior de Lonzas (mayo de 2015) y el paso superior del cruce de la Calle Pablo Picasso y la Avenida de Glasgow (junio de 2015).
Al año siguiente, en junio de 2016, culminaron las obras de la rotonda de la Avenida de Enrique Salgado Torres con la Calle General Rubín (a unos escasos metros del inicio de la AC-14). y lo único que le falta es la conexión de la Vial 18 desde el enlace de Zapateira, actualmente en estudio de impacto ambiental y anteproyecto.

## Tramos
| Denominación | Tramo                                                                       | Kilómetros | Año servicio |
| ------------ | --------------------------------------------------------------------------- | ---------- | ------------ |
| AC-14        | Lonzas - A Zapateira DP-3006                                                | 4,2        | 2015         |
| AC-14        | A Zapateira DP-3006 - Ledoño A-6                                            | 6          | 2011         |
| AC-14AL      | Ramal acceso al aeropuerto de Alvedro Tramo: Tarrio - aeropuerto de Alvedro | 3          | 2011         |

## Trazado

### SalidasAC-14
| Velocidad | Esquema | Salida | Sentido Ledoño (A-6)                                                                          | Carriles | Sentido La Coruña | Carretera                               | Notas |
| --------- | ------- | ------ | --------------------------------------------------------------------------------------------- | -------- | --- | --------------------------------------- | ----- |
|           |         |        | Comienzo de la Autovía de Acceso a La Coruña AC-14 Procede de: avenida Enrique Salgado Torres |          | Fin de la Autovía de Acceso a La Coruña AC-14 Incorporación final: avenida Enrique Salgado Torres Dirección final: La Coruña Cuatro Caminos |                                         |       |
|           |         | 0      | A Grela-Bens La Coruña                                                                        |          | | AC-552 AG-55 AC-10 AC-11                |       |
|           |         |        | Viaducto As Lonzas 445 metros                                                                 |          | Viaducto As Lonzas 445 metros |                                         |       |
|           |         | 1      |                                                                                               |          | avenida Alfonso Molina A Grela-Bens | AC-11 E-1 AP-9 AC-10 AC-552 AG-55       |       |
|           |         | 1      | Riazor paseo marítimo A Grela-Bens Carballo                                                   |          | | V-14 AC-552 AG-55                       |       |
|           |         |        | Viaducto Pocomaco 430 metros                                                                  |          | Viaducto Pocomaco 430 metros |                                         |       |
|           |         | 2      | Mesoiro - Feáns Pocomaco campus Elviña                                                        |          | | DP-0512                                 |       |
|           |         | 2A     |                                                                                               |          | Riazor paseo marítimo A Grela-Bens | V-14 AC-552 AG-55                       |       |
|           |         |        | Viaducto Mesoiro 105 metros                                                                   |          | Viaducto Mesoiro 105 metros |                                         |       |
|           |         | 2B     |                                                                                               |          | Mesoiro - Feáns Pocomaco campus Elviña | DP-0512                                 |       |
|           |         | 3      | Zapateira campus A Zapateira Vilaboa                                                          |          | Zapateira campus A Zapateira Vilaboa | DP-3006                                 |       |
|           |         |        | Túnel Rías Altas 1 200 metros                                                                 |          | Túnel Rías Altas 1 200 metros |                                         |       |
|           |         |        | Túnel Rías Altas 2 300 metros                                                                 |          | Túnel Rías Altas 2 300 metros |                                         |       |
|           |         |        | Viaducto Rego do Castro 200 metros                                                            |          | Viaducto Rego do Castro 200 metros |                                         |       |
|           |         |        | Túnel de Zapateira 54 metros                                                                  |          | Túnel de Zapateira 54 metros |                                         |       |
|           |         |        | Viaducto Rego de Trabe 100 metros                                                             |          | Viaducto Rego de Trabe 100 metros |                                         |       |
|           |         | 7      | aeropuerto                                                                                    |          | aeropuerto |                                         |       |
|           |         |        | Túnel de A Garrocha 140 metros                                                                |          | Túnel de A Garrocha 140 metros |                                         |       |
|           |         |        | Ledoño Arteijo Carballo Lugo - Madrid Santiago de Compostela                                  |          | Inicio de la Autovía AC-14 | AC-523 E-70 A-6 AG-55 E-70 A-6 E-1 AP-9 |       |

### SalidasAC-14AL
| Velocidad | Esquema | Salida | Aeropuerto de Alvedro                                                                    | Carriles | Sentido Tarrio (AC-14) | Carretera | Notas |
| --------- | ------- | ------ | ---------------------------------------------------------------------------------------- | -------- | --- | --------- | ----- |
|           |         |        | Comienzo del Ramal de Acceso al aeropuerto de La Coruña AC-14AL Procede de: AC-14 Tarrio |          | Fin del Ramal de Acceso al aeropuerto de La Coruña AC-14AL Incorporación final: AC-14 Dirección final: AC-14 Lugo Madrid Santiago de Compostela Arteijo Tarrio Culleredo Outeiro AC-14 La Coruña | AC-14     |       |
|           |         |        | Sin enlaces                                                                              |          | Sin enlaces |           |       |
|           |         |        | Viaducto La Hermida 425 metros                                                           |          | Viaducto La Hermida 425 metros |           |       |
|           |         |        | aeropuerto                                                                               |          | |           |       |
|           |         |        | N-550 La Coruña N-550 Órdenes Santiago de Compostela Pontevedra                          |          | Inicio del Ramal AC-14AL | N-550     |       |